# Tomoaki Maeno
Tomoaki Maeno (前野 智昭 Maeno Tomoaki?,  Shimotsuma, Prefectura de Ibaraki, 26 de mayo de 1982) es un actor de voz japonés, afiliado a Arts Vision. Se graduó de la Amusement Media Academy. Durante la cuarta entrega de los Seiyū Awards, ganó el premio a "Mejor Actor Nuevo" junto a su colega Atsushi Abe por sus papeles en  White Album y Sora no Manimani.

## Vida personal
Maeno contrajo matrimonio con la también seiyū Mikako Komatsu, el 12 de mayo de 2020. El 17 de agosto de 2022, anunció que Komatsu estaba embarazada de su primer hijo. El 15 de enero de 2023, dieron la bienvenida a su primer hijo y el 14 de febrero de 2025, a su segundo hijo

## Filmografía
Los papeles principales están en negrita.

### Anime
- ACCA: 13-ku Kansatsu-ka como Knot
- Akatsuki no Yona como  Son Hak
- Amagami SS como Jun'ichi Tachibana
- Amagami SS+ plus como Jun'ichi Tachibana
- Another como Naoya Teshigawara
- Aoashi como Kōji Satake
- Aoharu x Kikanjuu como Masamune Matsuoka
- B Gata H Kei como Keiichi Kanejou
- Bleach: Sennen Kessen-hen como NaNaNa Najahkoop
- Blend S  como Dino
- Brothers Conflict como Natsume Asahina
- Code: Realize - Sōsei no Himegimi - como Arsène Lupin
- Classicaloid como Franz Schubert
- Death Parade como Decim
- Dr. Stone como Kinrou
- Fire Force como Konro Sagamiya
- Fukigen na Mononokean como Haruitsuki Abeno
- Fairy Tail: Final Series como Yura Invel
- Ga-rei -Zero- como Tōru Kanze
- Gaikotsu Kishi-sama, Tadaima Isekai e Odekake chuu como Arc
- Kiznaiver como Tenga Hajimete
- Hataraku Saibou como Neutrófilo 1146
- Haikyū!!!! como Shimada Makoto
- HeartCatch PreCure! como Satsuki Myodoin
- Hitorijime My Hero como Kōsuke Ōshiba
- Hōshin Engi (2018) como Bunchū
- Inazuma Eleven GO como Yuichi Tsurugi
- Jigoku Shoujo: Three Vessels como Tsukio (ep.19)
- JoJo's Bizarre Adventure: Golden Wind como Squalo
- Kabukibu! como Tsurani Toomi
- Kaichō wa Maid-sama! como Kanade Maki
- Katsugeki: Touken Ranbu como Yamanbagiri Kunihiro
- Kenka Banchō Otome: Girl Beats Boys como Hōō Onigashima
- Kobato como Kiyokazu Fujimoto
- Kuroshitsuji como Charles Phipps
- Log Horizon como Naotsugu
- Log Horizon second season como Naotsugu
- Mahō Tsukai ni Taisetsu na Koto: Natsu no Sora como Gota Midorikawa
- Stand My Heroes: Piece of Truth como Daisuke Seki
- Super Lovers como Haru Kaidou
- Maken-ki! como Takeru Oyama
- Meiji Tokyo Renka como Taikan Yokoyama
- Metal Fight Beyblade como Helios (película)
- Naruto: Shippuden como Nagato (voz de niño) y Ninja Médico (Ep. 11]
- Net-juu no Susume como Homare Koiwai y Harumi
- Nyan Koi! como Kota Kawamura
- Owari no Seraph: Nagoya Kessen-hen como Kureto Hīragi
- Persona Trinity Soul como Caster (ep.04)
- Platinum End como Hajime Sokotani
- Rokuhōdō Yotsuiro Biyori como Yakyō Tougoku
- Sakamoto desu ga? como Morita
- Seikoku no Dragonar como Raymond Kirkland
- Sekaiichi Hatsukoi como Yukina Kou
- Shōnen Maid como Keiichirō Shinozaki
- Sugar Apple Fairy Tale como Hugh Mercury
- Super Lovers como Haru Kaido
- The Ambition of Oda Nobuna como Joaqim "Ryuusa Konishi" Konishi
- Tensei Shitara Slime Datta Ken como Tempest Veldora
- Tesla Note como Ryūnosuke Takamatsu
- Toshokan Sensō como Atsushi Dōjō
- Tsukiuta. The Animation como Haru Yayoi
- Uta no Prince-sama como Camus
- Uchi Tama?! Uchi no Tama Shirimasen ka? como Bull
- White Album como Tōya Fujii
- Yowamushi Pedal como Juichi Fukutomi
- Yu-Gi-Oh! Zexal como Orbital 7
- Yuri!!! on Ice como Michele Crispino
- Gakuen Babysitters como Yoshihito Usaida

### Tokusatsu Roles
- Kamen Rider OOO como Kamakiri Yummy (ep.01)
- Tensō Sentai Goseiger como Kurasunīgo of 5000 °C (ep.10)

### Videojuegos
- Uta No Prince-Sama DEBUT! como Camus
- Street Fighter X Tekken como Hwoarang
- Code: Realize como  Arsene Lupin
- Diabolik Lovers- Lost Eden como Kino
- The Cinderella Contract como Asena
- The King of Fighters XIV - XV como Kyo Kusanagi
- Ensemble Stars! como Hokuto Hidaka (reemplazando a Yoshimasa Hosoya)
- Xenoblade Chronicles 2 como Gorg
- Captain Tsubasa: Dream Team como Sho Shunko
- Saint Seiya Awakening como Kraken Isaak
- Dankira!!! - Boys, be DANCING! como Tsukumo Busujima
- Genshin Impact como Zhongli
- Fate/Grand Order como Tai Gong Wang
- Onmyoji como Ootengu
- Street Fighter (V - 6)  como Luke
- Alchemy Stars como Minos
- Persona 5 Tactica como Kasukabe Toshiro

Brothers Conflict Brilliant Blue como Natsume Asahina 
Brothers Conflict Passion Pink como Natsume Asahina

### Doblaje
- 11:14 como Mark
- The Amazing Spider-Man como Peter Parker/Spider-Man
- Confessions of a Sociopathic Social Climber como Sebastian
- Felidae como Francis
- iCarly como Griffin
- Merlin como Arthur Pendragon
- Restless como Enoch Brae
- Veronica Mars como Clarence Wiedman
- Randy Cunningham: 9th Grade Ninja como Randy Cunningham

### Drama CD
- Ai nante Kueru ka yo
- Akatsuki no Yona - Son Hak
- Ameiro Paradox - Motoharu Kaburagi
- Turning Point - Sakuragi
- MOUSOU ELEKTEL - Shunpei
- Ten Count - Kurose Riku
- Diabolik Lovers-Kino
- KuroNeko Kareshi-Keichi

## Música
- Participó del ending Gankou Signal (眼光シグナル) de la serie Kenka Banchō Otome: Girl Beats Boys.[2]
- Participó en el ending "True love" de la serie Hitorijime my Hero , junto a Toshiki Masuda , Shinnosuke Tachibana y Yoshitsugu Matsuoka.
- Participó del video musical HEROISM++ del primer OVA de Starmyu, junto a  KENN.